# Giovanni Giolitti
Giovanni Giolitti (Mondovì, 27 ottobre 1842 – Cavour, 17 luglio 1928) è stato un politico italiano, cinque volte presidente del Consiglio dei ministri, il secondo più longevo nella storia italiana dopo Benito Mussolini. Fu un importante esponente prima della sinistra storica e poi dell'Unione Liberale.    
Giolitti era un maestro nell'arte politica del trasformismo, il metodo per creare una coalizione di governo flessibile e centrista che isolasse l'estrema sinistra e l'estrema destra nella politica italiana dopo l'unificazione. Sotto la sua influenza, i liberali italiani non si svilupparono come un partito strutturato: erano, invece, una serie di raggruppamenti personali informali senza legami formali con i collegi elettorali politici. Il periodo compreso tra l'inizio del XX secolo e lo scoppio della prima guerra mondiale, quando fu presidente del Consiglio e/o Ministro dell'interno dal 1901 al 1914, salvo brevi interruzioni, viene definito "età giolittiana". Fu anche riferimento della fazione neutralista durante la neutralità e, dopo l'intervento, rimase in disparte fino alla fine del conflitto. Tornato al Governo nel 1920, pose termine all'Impresa di Fiume, ma non riuscì più a dominare le nuove turbolenze sociali e politiche createsi nel primo dopoguerra e culminate nel biennio rosso. Nel novembre 1922 votò la fiducia al Governo Mussolini, ma dal 1924 si tenne all'opposizione del fascismo.
Liberale centrista, moderato con forti preoccupazioni etiche, i periodi in carica di Giolitti furono notevoli per l'approvazione di una vasta gamma di riforme sociali a favore delle classi popolari, che migliorarono il tenore di vita degli italiani comuni, insieme all'adozione di diverse politiche di governo interventiste; Giolitti, oltre a introdurre diversi dazi, sussidi e progetti governativi, nazionalizzò anche gli operatori telefonici e ferroviari privati, per cui fu aspramente criticato dai sostenitori liberali del libero scambio, che lo bollavano sprezzantemente come "sistema giolittiano". Fu anche un periodo di grande espansione dell'economia nazionale, quando nacque la grande industria, e avvenne il primo "miracolo economico italiano".
L'obiettivo principale della politica giolittiana fu governare con prudenza dal centro, con fluttuazioni leggere e ben controllate tra conservatorismo e progressismo, cercando di preservare le istituzioni e l'ordine sociale esistente e isolando le spinte estreme, sia reazionarie sia rivoluzionarie. I critici di destra lo consideravano un socialista - Luigi Albertini, sul Corriere della Sera, lo definì «il bolscevico dell'Annunziata» - per il corteggiamento dei voti socialisti in Parlamento in cambio di favori politici; mentre i critici di sinistra, come Gaetano Salvemini, lo accusavano di essere un politico corrotto, anzi «Il ministro della mala vita», per l'uso disinvolto con cui guidava le consultazioni elettorali, specie nei collegi del Mezzogiorno, dove per vincere le elezioni sfruttava il sostegno di gruppi criminali. Tuttavia, ancor oggi la sua eredità altamente complessa continua a stimolare un intenso dibattito tra scrittori e storici.

## Biografia

### La gioventù
Giovanni Giolitti nacque il 27 ottobre 1842 da una famiglia dell'alta borghesia originaria di Dronero. Figlio di Giovenale Giolitti (1802-1843), cancelliere del tribunale di Mondovì, e di Enrichetta Plochiù (1808-1867), appartenente a una ricca famiglia di origine francese, il piccolo "Gioanin", com'era chiamato in famiglia, rimase ad un anno orfano del padre, che morì a causa di una polmonite. La madre tornò allora in seno alla famiglia d'origine e si trasferì da Mondovì in via Piazza Indipendenza 2 (ora via Principe Amedeo) a Torino, nella casa dei suoi quattro fratelli che, essendo tutti celibi, circondarono il bimbo di particolari cure e affetto. In seguito a qualche giovanile problema di salute, su consiglio dello zio medico, la madre lo portò per alcuni periodi tra le montagne della Valle Maira, nella casa del nonno materno a San Damiano Macra. Di famiglia cattolica, non ostenterà mai la fede personale, e raramente ne parlerà con qualcuno o nelle sue memorie.
La madre gli insegnò a leggere e scrivere; la sua carriera scolastica al liceo Giolitti Gandino di Bra (che avrebbe poi mutato il nome in liceo Gioberti) fu contrassegnata da scarsa disciplina e da poco impegno nello studio: «il meglio del tempo passato lassù sui monti lo spesi a giocare e a rinforzarmi la salute». Il giovane Giolitti non amava la matematica e lo studio della grammatica latina e greca preferendo la storia e la lettura dei romanzi di Walter Scott e di Honoré de Balzac «per le loro connessioni con la tradizione storica o con la realtà attuale». Fu attratto anche alla filosofia di Rosmini e Gioberti la cui opera Teorica del sovrannaturale però gli fece perdere questo interesse «ad un tratto ed una volta per sempre».
Frequentò la facoltà di Giurisprudenza all'Università degli Studi di Torino e si laureò a soli 19 anni, grazie a una speciale deroga del rettore che gli consentì di compiere gli ultimi tre anni in uno solo.
All'attività politica fu avviato da uno degli zii che era stato deputato nel 1848 e che manteneva stretti rapporti d'amicizia e politici con Michelangelo Castelli, segretario di Cavour. Il giovane Giolitti accompagnava sempre lo zio e il Castelli nella consueta passeggiata serale sotto i portici di piazza Castello, alla quale partecipava spesso anche Cavour. Tuttavia non appariva particolarmente interessato alle vicende risorgimentali e politiche trattate dai tre, così come non prestò orecchio al "grido di dolore", lanciato da Vittorio Emanuele II nel 1859, che aveva spinto molti suoi compagni di studi ad arruolarsi per combattere nella seconda guerra d'indipendenza.

### L'ascesa
Privo di un passato impegnato nel Risorgimento, portatore di idee liberali moderate, nel 1862 incominciò a lavorare al Ministero di Grazia, giustizia e culti. Nel 1869 passò al Ministero delle finanze, con la qualifica di caposezione, collaborando con diversi ministri della Destra storica, tra cui Quintino Sella e Marco Minghetti, contribuendo tra l'altro a quell'opera tributaria volta tutta al pareggio del bilancio. Nello stesso anno sposò Rosa Sobrero (1851-1921), nipote del celebre chimico piemontese Ascanio Sobrero che scoprì la nitroglicerina, da cui ebbe la figlia Enrichetta (1873-1959).
La sua carriera di alto funzionario continuò nel 1877 con la nomina alla Corte dei conti e poi nel 1882 al Consiglio di Stato. Sempre nel 1882 si candidò a deputato, venendo eletto. Nel 1886 si oppose agli eccessi di spesa del governo Depretis sostenendo «la più stretta economia nelle pubbliche spese» cercando di non «lasciarsi trascinare nelle spese militari al di là di quel che è necessario per difendere la integrità e la dignità del Paese»..

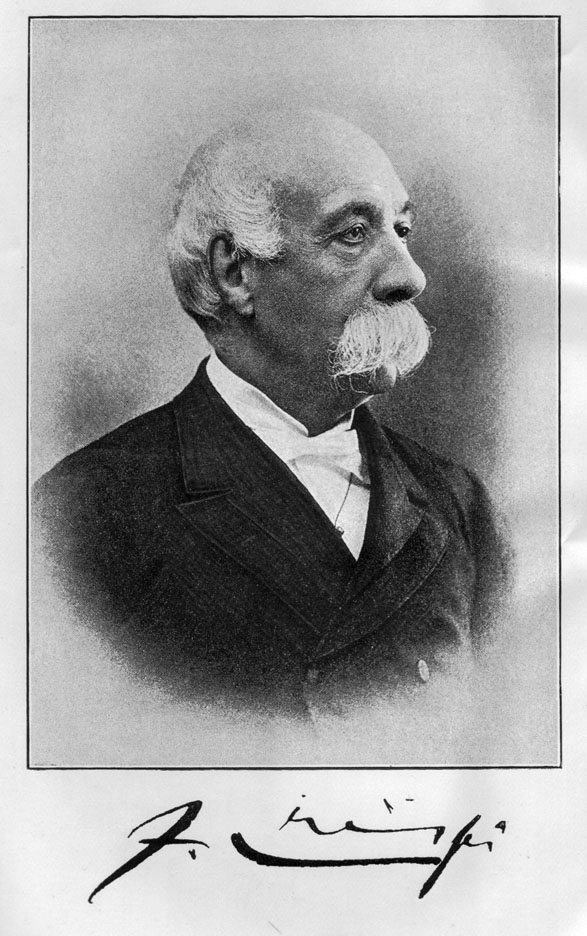
Francesco Crispi (1893)

Nel 1889 fu nominato Ministro del tesoro nel secondo governo Crispi, assumendo in seguito anche l'interim delle finanze. Nel 1890 tuttavia si dimise, per una questione legata al bilancio ma anche a causa di un generale disaccordo sulla politica coloniale intrapresa da Crispi. Nel 1891 si pronunciò per una riforma delle imposte per portarle da proporzionali a progressive. Nel 1892, caduto il primo governo di Rudinì, che pure appoggiava, ricevette dal re Umberto I l'incarico di formare il nuovo governo.

### Primo governo Giolitti
L'inizio dell'avventura giolittiana come primo ministro coincise sostanzialmente con la prima vera disfatta del governo di Crispi, messo in minoranza nel febbraio del 1891 su una proposta di legge di inasprimento fiscale. Dopo Crispi, e dopo una breve parentesi (6 febbraio 1891 - 15 maggio 1892) durante la quale il paese fu affidato al governo liberal-conservatore del marchese di Rudinì, il 15 maggio 1892 fu nominato Primo Ministro Giovanni Giolitti, allora ancora facente parte del gruppo crispino, ma che si era allontanato da questi soprattutto per la pratica del trasformismo e per la politica finanziaria:
Fu costretto alle dimissioni dopo poco più di un anno, il 15 dicembre 1893, messo in difficoltà dallo scandalo della Banca Romana che evidenziò in modo inequivocabile la prassi consolidata, fra politica e mondo della finanza, fatta di relazioni di mutuo interesse trasversali rispetto agli schieramenti politici. Inviso ai grandi industriali e proprietari terrieri per il suo rifiuto di reprimere con la forza le proteste che attraversavano estesamente il paese (v. Fasci siciliani) e per le voci su una possibile introduzione di un'imposta progressiva sul reddito, Giolitti dovette temporaneamente ritirarsi dalla vita politica.

### Dopo lo scandalo bancario
Giolitti non ebbe incarichi di governo per i successivi sette anni, durante i quali la figura principale della politica italiana continuò a essere Francesco Crispi, che condusse una politica estera aggressiva e colonialista. A Crispi succedettero alcuni governi caratterizzati da una notevole rudezza nel reprimere le proteste popolari e gli scioperi; Giolitti divenne sempre più l'incarnazione di una politica opposta e il 4 febbraio 1901 un suo discorso alla Camera contribuì alla caduta del Governo Saracco allora in carica, responsabile di aver ordinato lo scioglimento della Camera del Lavoro di Genova.

#### Ministro sotto Zanardelli
Già a partire dal governo Zanardelli (15 febbraio 1901 - 3 novembre 1903), Giolitti ebbe una notevole influenza che andava oltre quella propria della sua carica di Ministro degli Interni, anche a causa dell'avanzata età del presidente del consiglio.
Risale inoltre a questo governo la prima legge sulla municipalizzazione, una conquista significativa per gli enti locali che con l'emanazione della legge 29 marzo 1903 n. 103 sull'assunzione diretta dei pubblici servizi da parte dei Comuni poterono finalmente contare su un quadro normativo ad hoc per la costituzione e l'amministrazione delle aziende speciali dei comuni, il procedimento per l'assunzione diretta dei pubblici servizi e per la vigilanza sulle aziende e sui bilanci, nonché disposizioni sulle aziende consorziali. La legge, elencando esemplificativamente ben 19 servizi suscettibili di gestione diretta, teneva conto della realtà economica (e quindi prevalentemente agricola) e tecnica allora esistente.
In questa fase il governo si misura con le mobilitazioni popolari che seguono gli anni successivi allo sciopero di Genova del dicembre 1900. Un movimento ricco, complesso, che vede la partecipazione di variegati strati della popolazione, organizzati o meno. 
Il riverbero di questa situazione è fortissimo all'interno del PSI dove incominciano a formarsi, per la prima volta in maniera articolata e concreta, le correnti riformista e massimalista.
Giovanni Giolitti sarà forse il primo politico italiano di scuola liberale a cogliere le potenzialità e l'importanza di questo dibattito tanto da dichiarare in un famoso discorso del febbraio 1901: "Io non temo le forze organizzate. Temo assai più le forze inorganiche. Perché sulle prime l'azione del governo si può esercitare legittimamente, contro i moti inorganici non vi può essere che l'uso della forza".
La corrente riformista, che organizza le leghe operaie e contadine, ritiene che sia da privilegiare il rafforzamento e la costruzione del partito e del sindacato, prima di lanciarsi in mobilitazioni al di là della portata di direzione dell'apparato. Se il governo cioè era controllato da liberali che decidevano di non interferire con il progredire di questa organizzazione, tanto meglio: si poteva discutere con questo esecutivo. Sarà questa la linea propugnata da Filippo Turati a partire dal 1901, che definirà questa politica con il nome significativo di "ministerialismo".

### Secondo governo Giolitti

#### L'appoggio esterno del partito socialista

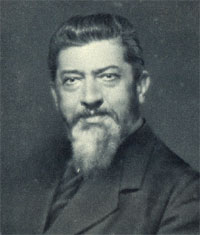
Filippo Turati

Il 3 novembre 1903 Giolitti ritornò al governo, ma questa volta si risolse per una svolta radicale: si oppose, come prima, alla ventata reazionaria di fine secolo, ma lo fece dalle file della Sinistra e non più dal gruppo crispino come fino ad allora aveva fatto; intraprese un'azione di convincimento nei confronti del Partito Socialista per coinvolgerlo nel governo, rivolgendosi direttamente a un "consigliere" socialista, Filippo Turati, che avrebbe voluto persino come suo ministro (Turati però rifiutò anche in seguito alle pressioni della corrente massimalista del PSI).
L'apertura nei confronti dei socialisti fu di fatto una costante di questa fase di governo: Giolitti programmava, infatti, di estendere il consenso nei riguardi del governo presso queste aree popolari, e in particolare presso quelle aristocrazie operaie che, grazie ad una migliore retribuzione salariale e, quindi, a un migliore tenore di vita, raggiungevano il reddito minimo che consentiva il diritto di voto. Giolitti era infatti convinto che non fosse utile a nessuno tenere bassi i salari perché da un lato non avrebbe consentito ai lavoratori di condurre una vita dignitosa, dall'altro avrebbe strozzato il mercato provocando una sovrapproduzione.
Per la riuscita di questo suo progetto occorrevano due condizioni: la prima che i socialisti rinunciassero alle loro proclamate volontà rivoluzionarie, che del resto non avevano mai neppure accennato a tradurre in atto anche nelle più favorevoli occasioni insurrezionali come quelle da poco presentatesi con la rivolta dei Fasci siciliani, la seconda che la borghesia italiana fosse disponibile a rinunciare, almeno in piccola parte, ai suoi privilegi di classe per una politica di moderate riforme.
La situazione storica che attraversava il partito socialista, spaccato tra massimalisti rivoluzionari e turatiani riformisti favorì il programma giolittiano di coinvolgerlo nella guida del paese, ma anche lo condizionò come apparve dagli spostamenti a destra o a sinistra che subì il suo governo a seconda di quale corrente prevalesse nei periodici congressi del partito. Giolitti riproponeva la politica del trasformismo, ad un livello più alto, nel tentativo di isolare l'estrema sinistra e dividere i socialisti associandoli al governo.

#### Il nuovo atteggiamento verso gli scioperi
(G. Giolitti, Discorsi parlamentari, a c. di G. Natale, vol. II, Tipografia della Camera dei Deputati, Roma 1953, pp. 626-633.)
Nei confronti delle agitazioni sociali il presidente del Consiglio mutò radicalmente tattica rispetto alle tragiche repressioni dei governi precedenti e mise in pratica i concetti che da anni andava propugnando: i sindacati erano i benvenuti in quanto un'organizzazione garantisce sempre e comunque maggior ordine rispetto a un movimento spontaneo e senza guida; inoltre, e le informative prefettizie lo dimostravano, gli scioperi avevano alla base motivazioni economiche e non politiche e pertanto la dialettica tra le parti sociali, non coartata dall'intervento della pubblica sicurezza, avrebbe risolto le cose da sé. I precedenti governi, ravvisando nelle agitazioni operaie un intento sovversivo, avevano commesso un tragico errore: la repressione degli scioperi era espressione di una politica folle, che davvero avrebbe potuto scatenare una rivoluzione. Lo Stato non doveva spalleggiare l'una o l'altra parte in conflitto; doveva semplicemente svolgere una funzione arbitrale e mediatrice, limitandosi alla tutela dell'ordine pubblico.
Questi concetti, che oggi possono sembrare scontati, erano all'epoca considerati "rivoluzionari". I conservatori criticarono duramente quello che per loro era un cedimento al sovversivismo e gli industriali rimasero costernati quando si sentirono dire a chiare lettere che il governo non sarebbe assolutamente intervenuto nei confronti degli scioperi e che, piuttosto, gli imprenditori si sarebbero dovuti rassegnare a concedere adeguati aumenti salariali ai lavoratori.
Plateale dimostrazione d'efficacia del nuovo corso politico fu quanto avvenne durante il primo sciopero generale della storia italiana nel 1904 proclamato dalla Camera del Lavoro di Milano: il governo presieduto da Giolitti non intervenne per la repressione dello sciopero lasciando che la manifestazione si esaurisse da sola ed assolvendo solamente al mantenimento dell'ordine pubblico. I sindacalisti rivoluzionari di Arturo Labriola, speravano che la repressione dello sciopero fosse lo stimolo per una rivoluzione proletaria ma il calcolo politico fallì dinanzi alla tattica giolittiana di lasciar sfogare fisiologicamente lo sciopero.

#### Le riforme sociali
In questo contesto furono varate norme a tutela del lavoro (in particolare infantile e femminile), sulla vecchiaia, sull'invalidità e sugli infortuni; i prefetti furono invitati a usare maggiore tolleranza nei confronti degli scioperi apolitici; nelle gare d'appalto furono ammesse le cooperative cattoliche e socialiste. Nel 1906 venne anche istituito il corpo degli Ispettori del lavoro, a tutela dei lavoratori.
Nel 1904 venne inoltre approvata la legge 36 che regolamentava in maniera univoca i manicomi, soggetti prima a numerosi regolamenti locali e decisioni arbitrarie, legge che stabiliva che i malati psichiatrici potessero essere internati solo su decisione giudiziaria e non per volontà di privati o famigliari; stabiliva inoltre che potessero essere dimessi in caso di miglioramento evidente, anche se lasciava comunque molto potere al direttore sanitario delle strutture. La legge 36 resterà in vigore fino al 1978, quando sarà sostituita dalla legge 180.

#### I rapporti Stato-Chiesa

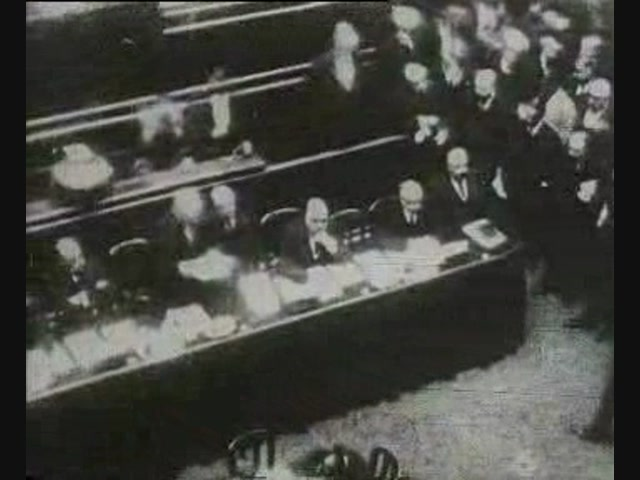
Giolitti interviene alla Camera (1905).

Le elezioni politiche del 1904 videro l'avanzata delle tendenze nazionaliste e cattoliche, cioè sfavorevoli a Giolitti che a proposito dei rapporti Stato e Chiesa si mantenne sulla linea della politica ecclesiastica stabilita dal governo italiano dopo il 1870:
Si era intanto formata una consistente parte di opinione pubblica a favore della nazionalizzazione delle ferrovie, soluzione che Giolitti stesso sosteneva. Nei primi mesi del 1905 ci furono numerose agitazioni sindacali tra i ferrovieri; nel marzo 1905 Giolitti, adducendo il pretesto di una malattia, si dimise da presidente del Consiglio. Era questo uno dei suoi passi indietro per poter far risolvere le questioni più scottanti a governi presieduti da suoi fedelissimi; in questa occasione appoggiò una "combinazione Fortis-Tittoni".

### I brevi governi di Fortis e Sonnino
Dopo le dimissioni, Giolitti invitò l'amico Alessandro Fortis a creare un governo che avrebbe avuto il suo appoggio.
Con la legge 137 del 22 aprile 1905 fu sancita la nazionalizzazione delle ferrovie tramite l'assunzione dell'esercizio pubblico soggette al controllo della Corte dei conti e alla vigilanza dei lavori pubblici e del tesoro per le linee precedentemente previste in concessione dalle Convenzioni del 1885, escluse le linee di cui era proprietaria la Bastogi, che saranno tuttavia riscattate l'anno successivo; si promosse lo sviluppo economico attraverso la stabilità monetaria e i lavori pubblici (ad esempio il traforo del Sempione).
Il governo Fortis rimase in carica fino a inizio 1906. A Fortis succedette, per soli tre mesi, un governo guidato da Sidney Sonnino e di grande eterogeneità; Giolitti si tenne fuori dal governo e anzi operò per farlo cadere, nell'intento di succedergli, come effettivamente avvenne.

### Terzo governo Giolitti
Nel maggio 1906 Giolitti insediò il suo terzo governo, durante il quale continuò, essenzialmente, la politica economica già avviata nel suo secondo governo. Il terzo ministero Giolitti passò alla storia come "lungo e fattivo" ed è anche indicato come il "lungo ministero".

#### La lira fa aggio sull'oro

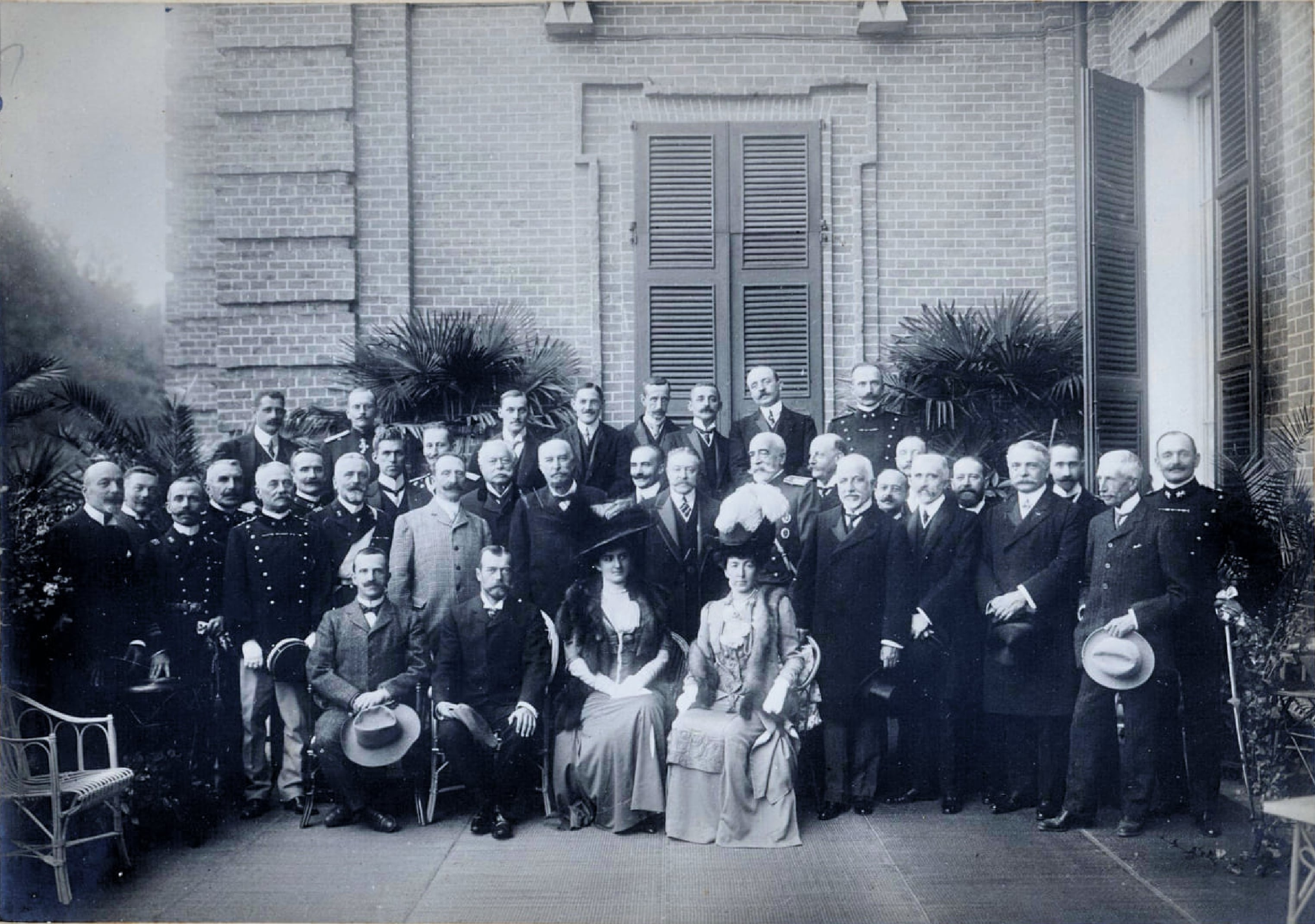
Castello Reale di Racconigi, 1909: Giovanni Giolitti (in seconda fila, dietro la regina Elena del Montenegro) durante la visita ufficiale in Italia dello zar di Russia Nicola II.

In campo finanziario l'operazione principale, in un momento in cui il debito pubblico ammontava a circa otto miliardi di lire, cifra per l'epoca enorme, fu la conversione della rendita, cioè la sostituzione dei titoli di Stato a tassi fissi in scadenza (con cedola al 5%) con altri a tassi inferiori (prima il 3,75% e poi il 3,5%). La conversione della rendita venne condotta con notevole cautela e competenza tecnica: il governo, infatti, prima di intraprenderla, chiese e ottenne la garanzia di numerosi istituti bancari riuniti in un consorzio pronto ad intervenire in caso di necessità. Le critiche che il progetto aveva ricevuto soprattutto dai conservatori si rivelarono infondate: l'opinione pubblica seguì quasi con commozione le vicende relative, in quanto la conversione assunse immediatamente il valore simbolico di un risanamento effettivo e duraturo del bilancio e di una stabile unificazione nazionale.
Il bilancio dello stato si arricchì, così, di un gettito annuo che si aggirava sui 50 milioni di lire dell'epoca. Le risorse risparmiate sugli interessi dei titoli di stato furono usate per completare la nazionalizzazione delle Ferrovie; si iniziò a parlare anche di nazionalizzazione delle assicurazioni (portata a compimento nel quarto mandato).
Oltre a ciò, la conversione della rendita centrò il suo scopo primario: far "guadagnare" virtualmente allo Stato la differenza sui suoi debiti che, con l'abbassamento del tasso, non era più tenuto a pagare. I proventi di questa manovra poterono, così, essere impiegati nella realizzazione di grandi opere pubbliche come l'acquedotto pugliese, il traforo del Sempione (1906), la bonifica delle zone di Ferrara e Rovigo, che consentirono l'aumento dell'occupazione e notevoli profitti per le imprese chiamate a realizzarle.
Il buon andamento economico e l'oculata gestione del bilancio portarono a un'importante stabilità monetaria, agevolata anche dal fenomeno dell'emigrazione e soprattutto dalle rimesse che i migranti italiani inviavano ai propri parenti rimasti in patria. La lira godeva di una stabilità mai prima raggiunta al punto che sui mercati internazionali la moneta italiana era quotata al di sopra dell'oro e addirittura era preferita alla sterlina inglese. Non a caso il triennio 1906-1909, e più in generale l'arco di tempo che arriva fino alla vigilia del primo conflitto mondiale, è ricordato come il periodo nel quale "la lira faceva aggio sull'oro".

#### Terremoto di Messina e Reggio del 1908
Degne di nota, inoltre, le operazioni di soccorso e ricostruzione che il governo nel 1908 organizzò in occasione del terremoto di Messina e Reggio seguito da un disastroso maremoto. Si trattò della più grave catastrofe naturale in Europa per numero di vittime, a memoria d'uomo, e del disastro naturale di maggiori dimensioni che abbia colpito il territorio italiano in tempi storici. Dopo alcune, inevitabili, carenze, tutto il Paese si prodigò per aiutare la popolazione siciliana. Gravi furono però i ritardi nei soccorsi e gli scandali connessi ai fondi per la ricostruzione. Uno dei primi scandali esplosi sulla gestione dei fondi donati dalla solidarietà nazionale e internazionale, fu quello che interessò l'operato dell'allora Sindaco di Roma Ernesto Nathan, accusato di aver elargito i soldi, a lui pervenuti da tutto il mondo per gli sfollati e i superstiti siciliani e calabresi, ai suoi amici e alle sue clientele elettorali sotto la copertura e la protezione dello stesso Giovanni Giolitti. La ricostruzione fu anche criticata a causa della sua lentezza, della mancata antisismicità delle case costruite dopo il terremoto e per il fatto che alcuni eredi dei sopravvissuti abbiano vissuto per decenni nelle baracche, tuttora esistenti e abitate

#### Altri provvedimenti
Furono inoltre introdotte alcune leggi volte a tutelare il lavoro femminile e infantile con nuovi limiti di orario (12 ore) e di età (12 anni). In questa occasione i deputati socialisti votarono a favore del governo: fu una delle poche volte nelle quali parlamentari di ispirazione marxista appoggiarono apertamente un "governo borghese". La maggioranza, poi, approvò leggi speciali per le regioni svantaggiate del Mezzogiorno. Tali provvedimenti, seppure non riuscirono neppure lontanamente a colmare il divario nord-sud, diedero buoni risultati. I proprietari di immobili situati in aree agricole vennero esonerati dall'imposta relativa: anche questa fu una misura finalizzata al miglioramento delle condizioni economiche dei contadini del meridione.
Lo sviluppo economico si estese, anche se in misura minore, al settore agricolo che, soprattutto con la riapertura del mercato francese, dopo la ripresa voluta da Giolitti delle buone relazioni con la Francia, interrotte dalla politica estera filotedesca crispina, vide accrescersi le esportazioni dei prodotti ortofrutticoli e del vino, mentre l'introduzione della coltura della barbabietola da zucchero incrementò lo sviluppo delle raffinerie nella pianura padana.

#### Le nuove elezioni e le dimissioni
Forte dei notevoli successi economici, i quali avevano corrispettivamente rafforzato Turati all'interno del PSI, Giolitti affrontò sicuro le successive elezioni, da cui uscì una maggioranza giolittiana.
All'indomani della vittoria elettorale Giolitti, con una mossa sfrontata ed intelligente, presentò le sue dimissioni senza attendere un voto di sfiducia. Pretesto per questo atto fu la questione della marina mercantile italiana: lo Stato, fatto un grosso sforzo per incrementarla e per sviluppare i trasporti, aveva avviato diverse convenzioni con ditte private e fra di esse la Società Generale di Navigazione che, grazie ai finanziamenti della Banca Commerciale, aveva assunto una posizione di netto predominio e intendeva farlo valere avanzando pesanti richieste di sovvenzioni a fronte di servizi resi con navi di bassa qualità. Già nel 1901 il governo aveva posto il problema della convenzione stipulata nel 1893 e che scadeva nel 1908. Giolitti faceva resistenza, convinto di poter spuntare condizioni più vantaggiose con altre società o armatori come Erasmo Piaggio, già a capo della stessa società di navigazione e fondatore, dopo esserne uscito, di Lloyd Italiano. Nelle intenzioni dello statista piemontese vi era il trasferimento delle convenzioni a Lloyd Italiano, la ristrutturazione dell'azienda ed una conseguente trasformazione in una società pubblica-privata sottoposta ad un maggior controllo statale. Il progetto, criticato da Nitti e Sonnino dal punto di vista tecnico, si sarebbe risolto nella creazione di un nuovo monopolio navale-siderurgico invece di favorire il potenziamento, tramite liberalizzazione, delle linee senza sovvenzioni statali come chiedevano i liberisti, ma che comunque avrebbe affermato la superiorità statale rispetto ad una concentrazione economica. Il progetto incontrò una vasta opposizione parlamentare trasversale, oltre all'opposizione del trust finanziario-industriale composto da Banca Commerciale e società di navigazione.
Per cadere si fabbricò un pretesto politicamente più redditizio, presentando un ambizioso progetto di riforma che prospettava l'introduzione dell'imposta progressiva. Come era prevedibile, la proposta sollevò un coro di proteste, dando l'occasione a Giolitti di presentare le proprie dimissioni apparendo come un paladino delle classi popolari.
Nonostante ciò, con una manovra tipica, Giolitti lasciò che fosse nominato presidente del consiglio Sidney Sonnino, di tendenze conservatrici (così come l'orientamento d'opposizione alla proposta giolittiana); in questo modo Giolitti voleva proporsi come alternativa per un governo progressista.

### Le parentesi di Sonnino & Luzzatti
Sonnino si appoggiava su una maggioranza estremamente eterogenea e instabile. Paradossalmente spesso si ritrovava ostaggio dell'appoggio concessogli dalla corrente parlamentare facente capo a Giolitti. Dopo soli tre mesi dovette dimettersi, sempre per la questione delle convenzioni marittime, e gli succedette Luigi Luzzatti, vicino alle posizioni giolittiane.

#### Il suffragio universale maschile
Nel frattempo il dibattito politico italiano aveva preso a concentrarsi sull'allargamento del diritto di voto. I socialisti, infatti, ma anche radicali e repubblicani, da tempo chiedevano l'introduzione in Italia del suffragio universale maschile, cardine di una moderna liberaldemocrazia. Il ministero Luzzatti elaborò una proposta moderata, la cui finalità, attraverso un allargamento dei requisiti in base ai quali si aveva il diritto di voto (età, alfabetizzazione e imposte annue pagate), era quella di un progressivo ampliamento del corpo elettorale, senza però arrivare al suffragio universale maschile.
Colto il vento, Giolitti, intervenendo in Aula, si dichiarò a favore del suffragio universale maschile, superando di slancio le posizioni del governo, che da molti erano ritenute troppo a sinistra. L'intento, pienamente raggiunto, era quello di provocare la caduta del ministero, realizzare una nuova svolta politica e conquistare, definitivamente, la collaborazione dei socialisti al sistema parlamentare italiano.
Molti storici, in realtà, ravvisano in questa mossa di Giovanni Giolitti un errore. Il suffragio universale, contrariamente alle opinioni di Giolitti, avrebbe destabilizzato l'intero quadro politico: se ne sarebbero avvantaggiati, infatti, i partiti di massa che erano sorti o stavano per sorgere (Partito socialista e Partito popolare). Ma Giolitti «era convinto che l'Italia non potesse crescere economicamente e socialmente senza allargare il numero di coloro che partecipavano alla vita pubblica. Nel ventennio precedente il Paese aveva fatto grandi progressi, risanato il debito estero, conquistato una colonia sulla sponda settentrionale dell'Africa. Era ora che il suo sistema elettorale venisse corretto e adattato alla realtà sociale.
Treves, Turati e Sonnino proposero anche il suffragio femminile, alle elezioni politiche, sulla linea di alcune proposte precedenti che concedevano il diritto di scelta degli amministratori alle donne possidenti, ma Giolitti preferì introdurlo prima alle elezioni amministrative, in modo che, visto anche l'allargamento del voto agli uomini analfabeti, non ci fosse un'eccessiva cessione di potere a una base elettorale inesperta, da lui definito «un salto nel buio». Nominò quindi una commissione per modificare il codice civile e ammettere le donne al voto locale, ma la guerra di Libia e poi la caduta del governo fecero rimandare e accantonare i progetti.

#### Il patto con i cattolici
Giolitti sapeva tuttavia che il suffragio universale maschile avrebbe rafforzato le sinistre. Da questa preoccupazione nacque il «patto Gentiloni»: una intesa che avrebbe garantito a Giolitti l'appoggio dei cattolici contro l'impegno ad accantonare la legge sul divorzio (già proposta da Zanardelli), difendere le scuole confessionali, garantire alle attività economico-sociali dei cattolici lo stesso trattamento che lo Stato riservava a quelle dei laici.»

### Quarto governo Giolitti
Il quarto governo Giolitti durò dal 30 marzo 1911 al 21 marzo 1914. Nacque come il tentativo probabilmente più vicino al successo di coinvolgere al governo il Partito Socialista, che infatti votò a favore. Il programma prevedeva l'introduzione del suffragio universale maschile.
| «Carlo Marx è stato mandato in soffitta.» |
| (Discorso alla Camera dei Deputati, 8 aprile 1911, citato in Discorsi parlamentari di Giovanni Giolitti, v. III, Tipografia della Camera dei deputati, Roma, 1953-1956) |

Nel 1912 Giolitti, tramite la nazionalizzazione delle assicurazioni sulla vita, creò l’INA, l’Istituto Nazionale delle Assicurazioni.
Sempre nel 1912 venne inoltre istituito il suffragio universale maschile nelle elezioni. Potevano votare tutti i cittadini maschi che avessero compiuto 30 anni o che, pur minori di 30 anni ma maggiori di 21, avessero un reddito di almeno 19,80 lire, o la licenza elementare, oppure avessero prestato il servizio militare. Il corpo elettorale passò così dal 7% al 23,2% della popolazione e il numero di votanti da 3 milioni a più di 8 milioni.
Questa stagione delle riforme coincise con il primo vero decollo industriale italiano (dal 1904 al 1909). L’Italia rimase comunque un paese agricolo, ma a Milano, Torino e Genova si formarono le prime industrie. Lo sviluppo interessò anche le banche. Anche l’agricoltura conobbe dei miglioramenti. Giolitti la rese più moderna, vennero fatte delle bonifiche e costruiti degli acquedotti. L’agricoltura italiana rimase comunque un settore debole rispetto alle industrie (soprattutto al sud).
Questa esperienza di governo segnò tuttavia il declino del tipico trasformismo di Giolitti, ormai incapace di incanalare a proprio favore le differenti forze parlamentari, soprattutto con l'affacciarsi delle istanze centrifughe del movimento operaio, dei cattolici, dei nazionalisti.

#### La guerra in Libia

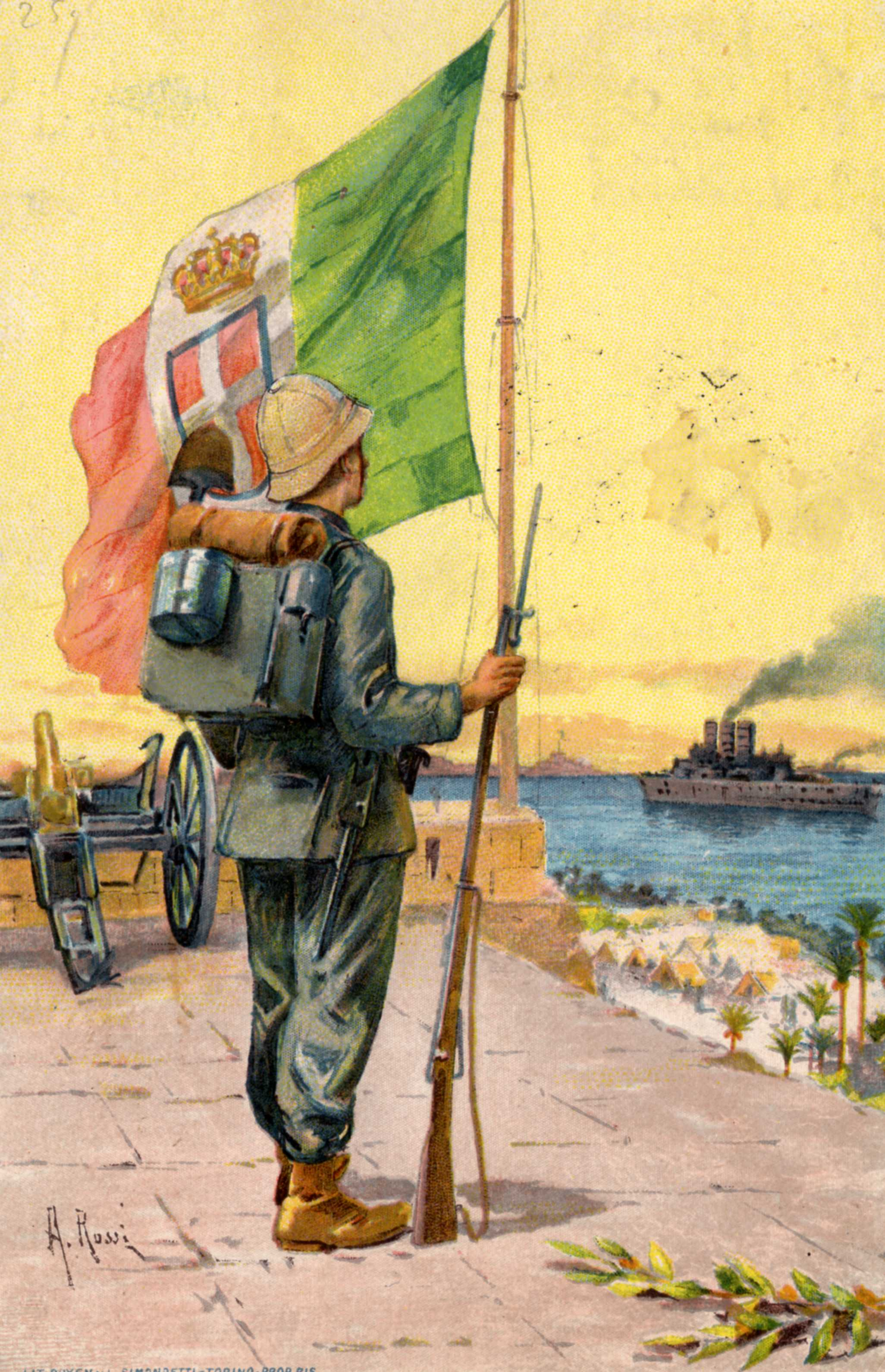
Cartolina celebrativa della guerra di Libia (1911)

Spinto dall'ondata di sciovinismo che aveva preso a soffiare anche in Italia, Giolitti, nel settembre 1911, diede inizio alla conquista della Libia. Alcuni pensano che tale scelta dello statista piemontese tendesse a riequilibrare la concessione del suffragio universale. La guerra, però, si prolungò oltre le aspettative: per costringere l'Impero ottomano alla resa fu necessario richiamare alle armi quasi mezzo milione di uomini e occupare militarmente, con una serie di sbarchi, le isole del Dodecaneso.
Questa nuova guerra coloniale creò nel Paese un clima di mobilitazione militante che, lungi dall'appagarsi della conquista della Libia, come Giolitti aveva sperato, continuò a surriscaldare gli animi e a fomentare le correnti nazionaliste. Il conflitto, inoltre, destabilizzò il già fragile equilibrio politico: nel partito socialista prevalse la fazione massimalista e qualunquista capitanata da Benito Mussolini. Ogni possibilità di collaborazione tra riformisti e Giolitti era ormai definitivamente tramontata. Secondo molti storici, un accordo tra liberali di Giolitti e socialisti moderati avrebbe potuto risparmiare il fascismo all'Italia nel 1922.
Le elezioni vennero indette per il 26 ottobre 1913 (i ballottaggi per il 2 novembre). Contrariamente alle aspettative dello statista piemontese, la maggioranza governativa subì una drastica riduzione: da 370 a 307 seggi (secondo altri computi la maggioranza contava appena 291 deputati su 508 seggi in palio). I socialisti raddoppiarono, arrivando a 52 seggi. Anche i radicali ottennero un ottimo risultato: passarono, infatti, da 51 a 73 seggi e, sia pur gradualmente, cominciarono a maturare una posizione più critica nei confronti del presidente del Consiglio, facendogli rilevare, già in sede di voto di fiducia (362 voti favorevoli, 90 contrari e 13 astensioni), di essere determinanti, quanto ad apporto numerico, per le sorti dell'esecutivo.
Alla riapertura della Camera Giolitti dovette difendere l'operato del governo relativamente alla guerra in Libia. Chiese, inoltre, (4 marzo 1914) lo stanziamento di cospicui fondi per promuovere lo sviluppo della colonia. Il governo ottenne ancora una volta un trionfo (363 voti favorevoli, 83 contrari), ma i radicali annunciarono la loro uscita dalla maggioranza: il 7 marzo, di conseguenza, Giolitti si dimise.
Per raccomandazione dello stesso Giolitti, il sovrano incaricò l'onorevole Antonio Salandra di formare il nuovo ministero e presentarlo alle Camere. Ben presto Salandra, pur provenendo dalla maggioranza giolittiana, si dimostrò un giocatore molto ambizioso: pur di rendersi autonomo da Giolitti, egli non avrebbe esitato, pochi mesi dopo, a impegnare il Paese nella prima guerra mondiale senza informare non solo il Parlamento, ma nemmeno la maggioranza e i membri del governo (nel gabinetto, infatti, erano a conoscenza del Patto di Londra solo Salandra e il suo ministro degli Esteri, Sonnino).

### La prima guerra mondiale

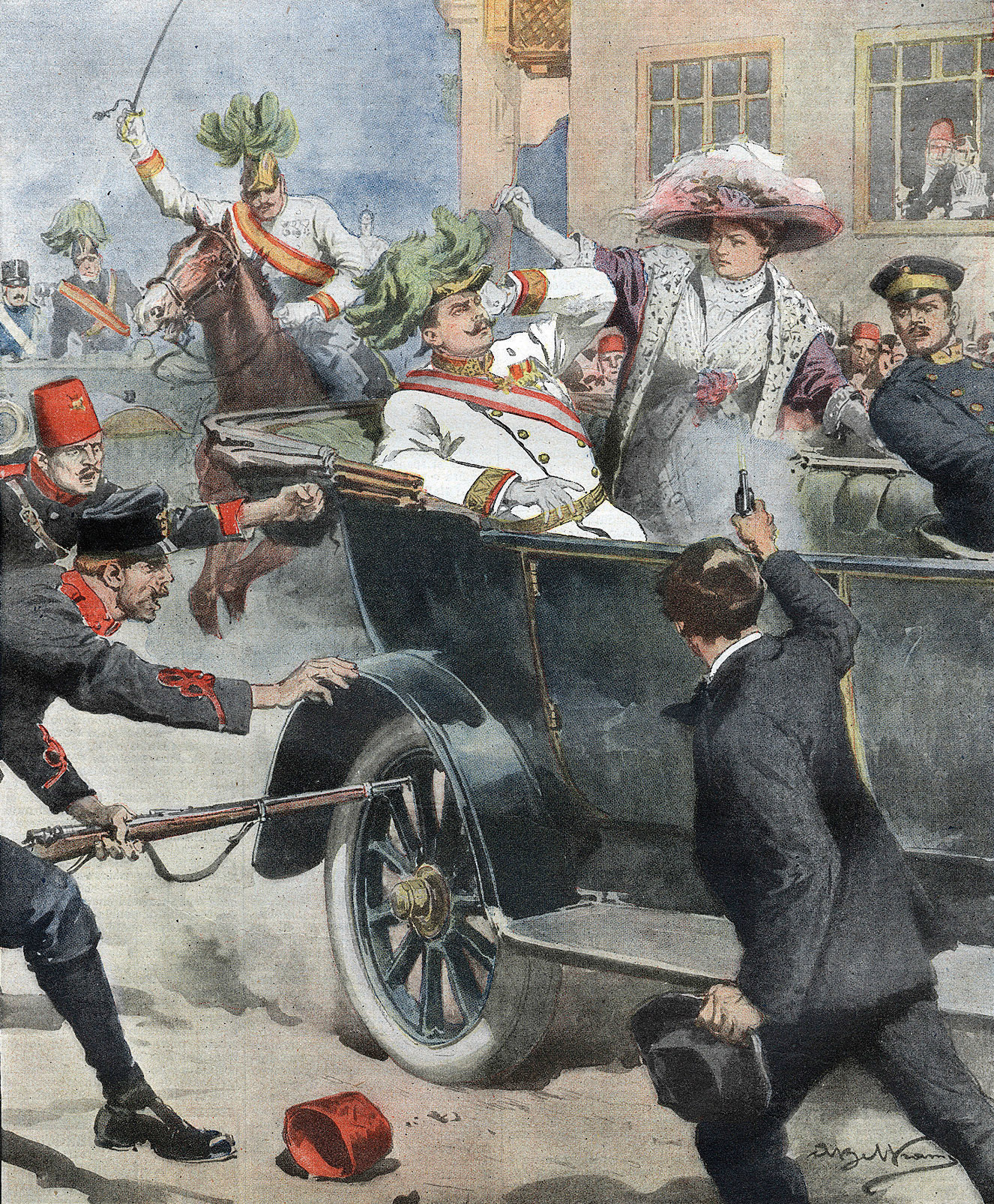
L'attentato di Sarajevo nella copertina della Domenica del Corriere (1914)

L'assassinio dell'arciduca d'Austria, Francesco Ferdinando, fu la miccia che innescò la prima guerra mondiale. La Germania dichiarò guerra a Russia e Francia; la notizia colse Giolitti in visita privata a Londra: questi si precipitò all'ambasciata per inviare un telegramma all'inesperto Salandra. Il vecchio statista piemontese scrisse al governo italiano che non c'era obbligo alcuno di intervenire a fianco degli Imperi centrali. Nel 1913, infatti, egli era venuto a conoscenza delle intenzioni aggressive dell'Austria nei confronti della Serbia: egli aveva ammonito severamente il governo austriaco che l'Italia non avrebbe seguito gli altri membri della Triplice alleanza in guerre d'aggressione.
Inoltre il trattato prevedeva che, nel caso in cui uno degli alleati avesse dovuto scendere in guerra contro un altro stato, gli alleati avrebbero dovuto esserne informati preventivamente e ricevere adeguati compensi territoriali: l'Austria non aveva adempiuto a questi due obblighi e pertanto per l'Italia non c'era obbligo alcuno di intervenire nella conflagrazione europea. Il governo italiano dichiarò la sua neutralità.
In Italia si scatenò subito un forte dibattito fra interventisti e neutralisti. I primi, sostenitori di un rovesciamento delle alleanze e di un'entrata in guerra a fianco di Francia e Gran Bretagna, erano presenti in tutto lo schieramento politico. Essi erano però un'esigua minoranza (il radicale Giuseppe Marcora, deciso interventista, aveva calcolato che i deputati a favore della guerra non superavano la sessantina su un totale di oltre cinquecento componenti della Camera). Godevano però dell'appoggio dei più importanti giornali e dei politici in quel momento al timone: Salandra e il suo ministro degli esteri, Sonnino. A favore dell'intervento era anche il sovrano, sia pure con una posizione più sfumata.

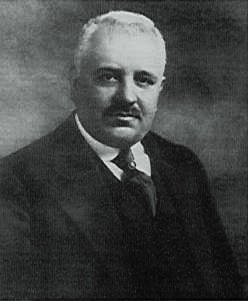
Francesco Saverio Nitti

Questa situazione paradossale, nella quale gli interventisti, pur essendo netta minoranza, davano, per gli appoggi di cui godevano, un'apparenza di forza e risolutezza, spinse Salandra e soprattutto il suo ministro degli esteri San Giuliano a una scelta, com'è stata definita, di "machiavellica doppiezza". Mentre il governo chiedeva all'Austria, che aveva invaso la Serbia, di discutere i compensi territoriali ai quali l'Italia aveva diritto in base al trattato d'alleanza, venne inviato in segretezza un corriere a Londra con il quale si faceva sapere alla Triplice intesa che l'Italia era interessata a conoscere eventuali proposte degli Alleati, in cambio di un intervento italiano contro gli imperi centrali.
Senza che il Parlamento e il resto del governo fossero informati, complice il sovrano, Antonio Salandra firmò il Patto di Londra il 26 aprile. Con esso impegnava l'Italia a scendere in guerra contro gli imperi centrali nell'arco di un mese. Poiché in aprile c'erano state alcune vittorie russe sugli austriaci, e temendo che la guerra finisse a breve, Salandra e Sonnino trascurarono di disciplinare nel trattato una serie di aspetti che si sarebbero rivelati decisivi: venne chiesto agli Alleati solo un minimo contributo finanziario, in quanto era opinione comunque che la guerra sarebbe finita entro l'inverno, e la questione dei compensi coloniali fu trattata genericamente: veniva detto che l'Italia avrebbe ricevuto "adeguati compensi coloniali", ma nel trattato non si precisava quali e in quanta estensione. Inoltre l'assetto della frontiera orientale non contemplava il passaggio di Fiume all'Italia (si pensava di lasciare almeno un importante porto adriatico all'Austria-Ungheria) e soprattutto non teneva in debito conto un dato esiziale: era evidente che, a guerra finita, gli iugoslavi avrebbero voluto formare uno stato indipendente.
Fu così che l'Italia si ritrovò, per una settimana, alleata di entrambi gli schieramenti. Se il Patto di Londra venne firmato il 26 aprile, fu solo il 4 maggio che il governo italiano denunciò la Triplice alleanza, e non pubblicamente, ma con semplice comunicazione scritta ai firmatari. In seguito Salandra avrebbe arrogantemente definito questo gesto come il primo atto compiuto dal Paese in piena libertà.
Salandra che, per sua stessa ammissione, si rendeva conto che i neutralisti erano in netta maggioranza e divenivano sempre più forti, prorogò l'apertura della Camera dal 12 al 20 maggio. Messi a conoscenza dell'impegno assunto, anche i comandi militari si allarmarono: l'improvviso rovesciamento di alleanze richiedeva i necessari preparativi. Mentre le manifestazioni interventiste, fomentate ad arte dal governo, si intensificavano, Salandra rassegnò le dimissioni nelle mani del re. La posizione neutralista di Giolitti era nota e questi, una volta giunto a Roma, ricevette in segno di solidarietà trecentoventi biglietti da visita dei deputati che da soli costituivano la maggioranza assoluta della Camera e quelli di un centinaio di senatori e che sarebbero senza dubbio aumentati il giorno della convocazione dell'Aula, convergendo tutti i parlamentari nella Capitale.
Contro lo statista venne montata una violenta campagna di stampa, a Roma vennero affissi sui muri manifesti che lo ritraevano di spalle al momento della fucilazione, come i disertori. In un comizio D'Annunzio incitò la folla a invadere l'abitazione privata dello statista e a uccidere quel «boia labbrone le cui calcagna di fuggiasco sanno le vie di Berlino» La folla invase con violenza lo stesso edificio della Camera. Il questore di Roma avvertì Giolitti che non era in grado di garantire la sua incolumità. Francesco Saverio Nitti, ricordando molti anni dopo quei giorni, disse che quello fu il momento nel quale lo Statuto Albertino venne calpestato e la libertà conculcata.
Durante le consultazioni Giolitti ammonì il sovrano che la maggioranza era contraria all'intervento, che l'esercito non era pronto (lui stesso se ne era reso conto durante l'impresa di Libia) e che la guerra avrebbe potuto portare un'invasione e persino una rivoluzione. Ma quando il sovrano illustrò allo statista piemontese la novità e il contenuto del Patto di Londra, Giolitti comprese che ormai il danno era fatto: non adempiere all'impegno preso con tanto di firme equivaleva a compromettere il buon nome del Paese e avrebbe implicato, tra l'altro, l'abdicazione del re. Giolitti non ebbe la forza di portare a fondo la sua sfida, anzi raccomandò come presidenti del Consiglio Marcora e Carcano, peraltro interventisti convinti. Resosi ormai conto della gravità degli impegni assunti, bersaglio di manifestazioni ostili scatenate dal governo nei suoi confronti, Giolitti decise di ripartire per il Piemonte senza attendere la riapertura della Camera.
In questa situazione fu facile per il re respingere le dimissioni di Salandra e confermarlo nell'incarico: veniva così alla luce una grave lacuna dello Statuto Albertino che conferiva al sovrano, e non al Parlamento, il potere di dichiarare la guerra. Alla riapertura della Camera fu subito evidente che la maggioranza aveva modificato in maniera sorprendente il suo atteggiamento: abbandonata dal suo capo, pressata da minacce e intimidazioni, messa finalmente al corrente del Patto di Londra, trasse le sue conclusioni. I pieni poteri al governo "in caso di guerra" furono approvati con 407 voti favorevoli contro 74 contrari (i socialisti e qualche isolato). Il 24 maggio entrò in vigore lo stato di guerra con l'Austria.
Va riconosciuto che Giolitti subì la sua prima grande sconfitta politica mentre conduceva una nobile battaglia in difesa del Parlamento e della libertà: quasi unanimemente la storiografia riconosce allo statista piemontese il merito di aver difeso, alla vigilia del primo conflitto mondiale, le prerogative dello Stato di diritto e quindi, in ultima analisi, di aver combattuto per una vera democrazia moderna. Democrazia nella quale un monarca non può che avere funzioni puramente simboliche e onorifiche: solo il Parlamento, organo che rappresenta la volontà popolare, può prendere decisioni gravi e dense di implicazioni come una dichiarazione di guerra.

#### Dal ritiro a Cavour al ritorno a Roma

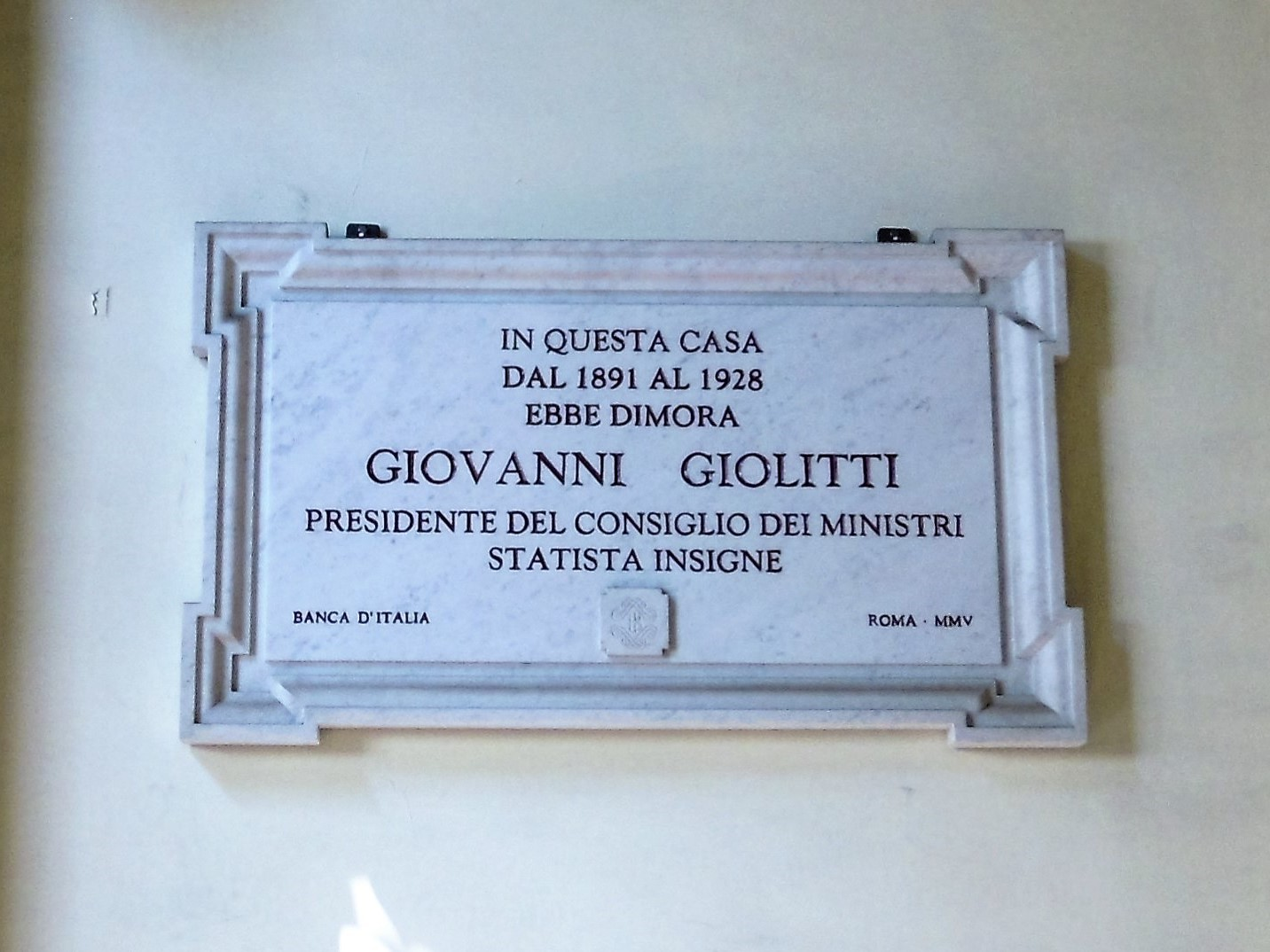
Lapide commemorativa nell'androne di via Cavour 71, dimora romana dello statista

Il 18 maggio 1915, resosi ormai conto dell'inevitabilità dell'ingresso dell'Italia nella Grande Guerra, lo statista di Dronero si ritirò a Cavour e si tenne in disparte dalla politica per tutta la durata del conflitto. I suoi interventi furono limitati ai discorsi per l'apertura annuale del Consiglio provinciale di Cuneo, con generici appelli alla concordia patriottica. Ma già nell'estate del 1917, egli denunciò che la guerra aveva rivelato non solo "le eroiche virtù del nostro esercito e del nostro popolo" ma anche "insaziabile avidità di danari, disuguaglianze nei sacrifici, ingiustizie sociali […] ha concentrato grandi ricchezze in poche mani, ha accresciuto in modo senza precedenti le ingerenze dello Stato e quindi le responsabilità dei governi". Contro tutto ciò, Giolitti preannunciò "la necessità di profonde mutazioni nella condotta della politica estera" e di un radicale cambiamento nella politica interna per far fronte ai "problemi sociali, politici, economici e finanziari veramente formidabili" del dopoguerra.
Conclusosi vittoriosamente il conflitto, Giolitti tornò in politica e si candidò alle elezioni italiane del 1919, che si svolsero con il sistema proporzionale precedentemente introdotto dal governo Nitti I. Durante la campagna elettorale, l'ex Primo Ministro - dopo aver difeso la sua scelta neutralista e criticato il modo in cui Roma venne trascinata nella guerra - invocò severe misure fiscali contro i profittatori di guerra e, soprattutto, sostenne la fine della diplomazia segreta e il trasferimento al Parlamento del potere di decidere sulla politica estera e sulla guerra. All'uopo pronunciò queste parole:
(Giovanni Giolitti)
Il discorso gli fece guadagnare un altro soprannome spregiativo: il "bolscevico dell'Annunziata". La sua stella sembrava tramontata, ma il biennio rosso la fece tornare in auge: in molti tornarono a pensare che in quell'Italia dilaniata dalla violenza, dalla crisi economica e dagli scontri tra socialisti rivoluzionari e ultranazionalisti solo l'anziano uomo di Stato piemontese poteva, con la sua azione politica e il suo savoir-faire, quietare una situazione che sembrava molto critica.

### Quinto governo Giolitti
L'ultima permanenza al governo di Giolitti incominciò nel giugno del 1920, proprio durante il cosiddetto "biennio rosso" (1919-1920);
Già dal discorso di insediamento alla Camera, Giolitti annunciò l'intenzione di voler modificare l'articolo 5 dello Statuto, la norma che aveva consentito al sovrano di dichiarare la guerra all'Austria senza il preventivo consenso del Parlamento. Dai banchi della destra, in particolare dalle file dei nazionalisti, alcuni gridarono ironicamente al presidente del Consiglio: "Come per l'impresa di Libia!". E Giolitti, senza scomporsi, rispose: "Appunto, correggiamo!". Ed effettivamente la Camera approvò la modifica della Carta fondamentale proposta dal Presidente del Consiglio; si narra che in seguito a tale scelta, non gradita dalla Corona, si guastarono irrimediabilmente i rapporti fra Giolitti e Vittorio Emanuele III.

#### Il biennio rosso
Nei confronti delle agitazioni sociali, Giolitti, ancora una volta, attuò la tattica da lui sperimentata con successo quando era alla guida dei precedenti ministeri: non accettò le richieste di proprietari terrieri e imprenditori che chiedevano al governo di intervenire con la forza. Alle lamentele di Giovanni Agnelli, che descriveva, con toni volutamente drammatici ed esagerati, la situazione della Fiat occupata dagli operai, Giolitti rispose: "Benissimo, darò ordine all'artiglieria di bombardarla". Udita la risposta ironica e beffarda del presidente del Consiglio, Agnelli decise che era meglio lasciar fare alla politica e partì per le vacanze. Nelle sue Memorie riportò comunque il largo uso di armi da parte delle Guardie Rosse. Dopo pochi giorni gli operai cessarono spontaneamente l'occupazione. Il presidente del Consiglio era consapevole che un atto di forza avrebbe soltanto aggravato la situazione e inoltre, sospettava che in molti casi gli imprenditori non fossero del tutto estranei all'occupazione delle fabbriche da parte dei lavoratori.
Del resto la situazione sociopolitica era comunque più complessa rispetto agli scioperi che avevano interessato il Paese ai primi del Novecento. Ora, infatti, complice il dissesto economico e sociale seguito al primo conflitto mondiale, non tutti i disordini avevano alla base pure motivazioni economiche. Durante questa grave crisi economica post-bellica si acuivano infatti i contrasti politici, radicalizzando le diverse posizioni. Da una parte le istanze socialiste e dall'altra quella della borghesia imprenditoriale.
Giolitti era preoccupato soprattutto per le disastrose condizioni in cui versavano le finanze dello stato. Rispetto all'anteguerra il potere d'acquisto di una lira si era ridotto a 23 centesimi, il prezzo politico del pane, che i governi precedenti non avevano voluto abolire temendo proteste e impopolarità, comportava un onere che avrebbe portato il Paese al fallimento economico.
Lo statista piemontese propose una manovra finanziaria, rimasta in larga parte inattuata per la breve durata del suo governo, di portata innovativa.
Fu immediatamente abolito il prezzo politico del pane. Giolitti, inoltre, presentò una riforma del prelievo fiscale che avrebbe introdotto la progressività delle imposte, si pronunciò a favore di un inasprimento della tassa di successione e della nominatività dei titoli. Per risanare il bilancio dello Stato in grave passivo per le spese di guerra, aumentò il carico fiscale sui ceti più abbienti introducendo imposte straordinarie sui profitti di guerra e addirittura fece varare una legge sulla nominatività dei titoli azionari che cessarono di essere parzialmente esenti dall'imposizione fiscale. Era, insomma, un risanamento che premeva sulle classi più agiate del paese. La presentazione di tali provvedimenti stupì inizialmente tutti: la borsa incominciò a recuperare e la lira a rivalutarsi nelle quotazioni giornaliere. L'entusiasmo però finì quando fu ben chiaro che il governo non avrebbe avuto vita lunga e pertanto non avrebbe potuto dare seguito a gran parte di queste misure.

#### L'impresa di Fiume
Alcune delle proteste sviluppatesi durante il cosiddetto biennio rosso, e, successivamente, i torbidi crescenti a partire dalla seconda metà del 1920, da parte di agrari e fascisti, avevano esplicitamente di mira la sovversione delle istituzioni statali. Giolitti si concentrò poi sulla questione di Fiume; prese contatti con la Jugoslavia e fu firmato il trattato di Rapallo nel novembre 1920, dove fu deciso che Fiume sarebbe diventata città libera; l'Italia inoltre oltre a rinunciare alle dirette pretese su Fiume, avrebbe rinunciato a ogni rivendicazione sulla Dalmazia, con l'eccezione della città di Zara, che sarebbe passata all'Italia. Fu uno smacco grave per il governo illegale che nel frattempo si era instaurato per opera di Gabriele D'Annunzio e del movimento irredentista nella città in nome dell'Italia; qui ci fu il rifiuto di riconoscere il trattato di Rapallo. Giolitti allora mandò contro la città ribelle il regio esercito, guidato da Enrico Caviglia; dopo il cosiddetto Natale di sangue D'Annunzio firmò la resa il 31 dicembre 1920, nacque lo stato libero di Fiume e la questione di Fiume si avviò al suo definitivo epilogo. La fine dell'italianità di Fiume provocò proteste in Parlamento e moti di piazza.

#### Le elezioni del 1921
Per porre freno alle sempre più frequenti agitazioni socialiste, Giolitti tollerò o, secondo altri, appoggiò le azioni delle squadre fasciste, credendo che la loro violenza potesse essere in seguito riassorbita all'interno del sistema democratico. La situazione dell'ordine pubblico con le agitazioni da destra e da sinistra, e la considerazione che la popolazione fosse tornata a dare l'appoggio ai liberali, lo indusse a sciogliere il parlamento dopo solo 18 mesi nel marzo 1921 e a indire il 2 aprile nuove elezioni per il 15 maggio 1921. 
Propose una lista di coalizione i Blocchi nazionali dove, insieme ai liberali giolittiani, vi erano i nazionalisti di Corridoni e i fascisti di Mussolini.
Il panorama politico che ne uscì non era cambiato di molto, i liberali avevano ancora il governo, mentre i socialisti e i cattolici rimanevano forti; l'unica novità rilevante fu l'entrata alla Camera di 35 deputati fascisti e 20 nazionalisti. Giolitti aveva pensato di poter "costituzionalizzare", come aveva fatto con Turati, i fascisti che si sarebbero lasciati assimilare dal sistema liberale. Scrisse lo storico Angelo Tasca che questo fu il primo «gesto di suicidio» dello Stato liberale.

### L'avvento del fascismo
Dopo la caduta del suo quinto governo, mentre acquisivano sempre più importanza partiti non integrabili nel sistema liberale, come i partiti di massa (il PSI e il PPI) da un lato e il fascismo dall'altro, il "partito liberale" era sempre più diviso; Giolitti appoggiò il governo Bonomi, che includeva anche un ministro popolare, oltre a diversi giolittiani. Alla caduta di Bonomi, mentre la situazione nel paese era sempre più grave a causa del clima da guerra civile e dell'ascesa del fascismo, il nome di Giolitti fu nuovamente quello più speso per indicare il nuovo capo di governo. Su di esso però arrivò il veto del Partito Popolare (ostile a Giolitti per le posizioni anticlericali che da sempre contraddistinguevano il liberalismo italiano); la crisi di governo si trascinò a lungo. Il 4 luglio 1921 lasciò per l'ultima volta la carica di presidente del consiglio.
Infine il giolittiano Luigi Facta formò il suo dicastero, che comprendeva giolittiani, popolari e esponenti della destra costituzionale.
Nelle ore cruciali della marcia su Roma del 28 ottobre 1922, Giolitti, che era pronto ad assumere un nuovo governo con una rappresentanza del partito fascista, si trovava nella sua casa di Cavour dove arrivavano trasmesse da Facta e dal re, che si trovava a San Rossore, poche e contraddittorie informazioni sugli avvenimenti in corso. Le notizie arrivavano tramite telegrammi cifrati e Giolitti aveva dovuto chiedere alla Prefettura di utilizzare un cifrario dei Carabinieri per tradurle in chiaro.
Avendo l'anziano statista dichiarato la propria disponibilità a raggiungere Roma con qualsiasi mezzo, si trovò di fronte a un nuovo veto del Partito Popolare (guidato da don Sturzo, ostile ai liberali a causa dell'irrisolta "questione romana") e alle resistenze di Facta che probabilmente pensava di poter succedere a sé stesso con un governo allargato. L'esercito era pronto, allertato e in consistenza tale da impedire l'arrivo del grosso delle colonne fasciste, male armate e ancor meno addestrate, ma dopo la diffusione del decreto sullo stato d'assedio ancora prima della firma del sovrano, che lo costrinse a ritirarlo, Facta si dimise seppellendo ogni speranza di un governo in grado di contenere il fascismo in un alveo costituzionale.

### Gli ultimi anni: l'opposizione al fascismo
Giolitti votò a favore del primo governo Mussolini, il 31 ottobre 1922. Questo governo era ancora formalmente nella legalità dello Statuto Albertino e ottenne un ampio voto di fiducia da parte della Camera eletta nel 1921, dove sedevano solo 40 deputati fascisti su 535. Durante il dibattito parlamentare i socialisti esortarono lo statista piemontese alla "coerenza con i principi democratici". La replica del diretto interessato non si fece attendere: "Il Parlamento ha il governo che si merita... ah, voi socialisti! Proprio voi oggi non potete parlare di coerenza. Ve l'ho detto, ve l'ho scritto e oggi ve lo ripeto: non avete avuto coraggio e per questo non siete andati al governo".
Il ragionamento di Giolitti era chiaro: rifiutando pregiudizialmente di appoggiare apertamente qualsiasi governo, i socialisti erano responsabili quanto gli altri della situazione che si era creata e della quale, ora, tutti si apprestavano a pagare le conseguenze. Votò inoltre a favore della legge Acerbo. 
Tuttavia, alle successive elezioni del 1924, mentre molti dei politici liberali si facevano inserire nel listone fascista, Giolitti presentò una propria lista, detta Democrazia, in Piemonte; altre liste con lo stesso nome furono presentate in Liguria e Lazio-Umbria. Giolitti risultò eletto insieme a due suoi seguaci, Marcello Soleri e Egidio Fazio.
Dopo l'omicidio nel giugno 1924 del deputato socialista Matteotti da parte dei fascisti, Giolitti criticò fortemente la "secessione dell'Aventino", sostenendo che la Camera era il luogo dove occorreva fare opposizione. Quell'anno votò per la prima volta contro il governo Mussolini in seguito alla legge sulla limitazione della libertà di stampa.
(discorso di Giolitti alla Camera)
Nel dicembre 1925 il consiglio provinciale di Cuneo, che ad agosto aveva rieletto come di consueto Giolitti alla presidenza, votò una mozione che gli chiedeva l'adesione al fascismo. Giolitti rassegnò quindi le dimissioni sia da presidente sia da consigliere. Nel 1926 e 1927 si appartò sempre più dalla vita politica, anche a causa delle sempre più rade convocazioni della Camera; compì diversi viaggi in Europa. Nel 1928 tornò alla Camera per prendere la parola contro la legge che di fatto aboliva le elezioni, sostituendole con la ratifica delle nomine governative, contestando che con questo provvedimento il governo si poneva al di fuori dello Statuto.
Colpito da broncopolmonite, morì dopo una settimana di agonia il 17 luglio 1928 all'1:35 del mattino, nella Casa Plochiù a Cavour, e venne sepolto nel cimitero comunale. Il nipote Antonio Giolitti, che sarebbe poi diventato partigiano e politico del PCI e del PSI, a proposito delle circostanze della morte del nonno disse:
(Antonio Giolitti su la Stampa)

## L'ideologia politica
(Giovanni Giolitti, Memorie della mia vita, Milano, F.lli Treves, 1922, cap. X. p.209)
Pur essendo ufficialmente un liberale moderato, la posizione di Giolitti fu controversa e sfaccettata. Egli si può definire, a seconda delle circostanze, un liberale progressista, un conservatore-progressista o un conservatore liberale illuminato, che sapeva adattarsi, cercando di padroneggiarla, alla variegata realtà politica italiana. Giolitti disse che il suo era come il mestiere di un sarto che dovendo confezionare un vestito per un gobbo deve fare la gobba anche al vestito. Egli dunque era convinto di dover governare un paese "gobbo" che non aveva intenzione di "raddrizzare" ma realisticamente governare per quello che era. La sua attenzione si rivolse al partito socialista, per trasformarlo da avversario a sostegno delle istituzioni e allargare nello stesso tempo le basi dello stato, e ai cattolici, che volle fare rientrare nel sistema politico. Altresì, cercò di catturare il consenso dei nazionalisti tramite la guerra di Libia.
Come neo-presidente del Consiglio si trovò a dover affrontare, prima di tutto, l'ondata di diffuso malcontento che la politica crispina aveva provocato con l'aumento dei prezzi. Ed è questo primo confronto con le parti sociali che evidenzia la ventata di novità che Giolitti porta nel panorama politico dei cosiddetti "anni roventi": non più repressione autoritaria, bensì accettazione delle proteste e, quindi, degli scioperi purché non violenti né politici (possibilità, fra l'altro, secondo lui ancora piuttosto remota in quanto le agitazioni nascevano tutte da disagi di tipo economico). Come da lui stesso sottolineato in un discorso in Parlamento in merito allo scioglimento, in seguito a uno sciopero, della Camera del lavoro di Genova, sono da temere massimamente le proteste violente e disorganiche, effetto di naturale degenerazione di pacifiche manifestazioni represse con la forza: «Io poi non temo mai le forze organizzate, temo assai più le forze disorganiche perché se su di quelle l'azione del governo si può esercitare legittimamente e utilmente, contro i moti inorganici non vi può essere che l'uso della forza».

Giovanni Giolitti

Contro questa sua apparente coerenza si scagliarono critici come Gaetano Salvemini che sottolinearono come invece nel Mezzogiorno d'Italia gli scioperi venissero sistematicamente repressi. L'intellettuale meridionale definì Giolitti "il ministro della mala vita" proprio per questa sua disattenzione riguardo ai problemi sociali del Sud, che avrebbe provocato un'estensione del fenomeno del clientelismo di tipo mafioso e camorristico.
Come hanno fatto notare alcuni storici, la posizione di Giolitti si definiva in ragione della forza organizzata raggiunta dal PSI e dalla CGL, che l'uomo politico piemontese considerava due pilastri da cooptare in funzione della stabilità dell'ordine costituito.
Al nord il tentativo si concretizzò, come già detto, nel tentativo di creare uno strato di classe lavoratrice riformista e almeno parzialmente appagata dal sistema, anche attraverso la concessione di un numero sempre più significativo di appalti e lavori pubblici alle cooperative socialiste.
Inoltre Giolitti fu accusato di essere un "dittatore liberale". Celebri sono le parole dell'accanito interventista Gabriele D'Annunzio secondo il quale per il neutralista «mestatore di Dronero [...] la lapidazione e l'arsione, subito deliberate e attuate, sarebbero assai lieve castigo». Giolitti venne sprezzantemente apostrofato come il "teorico del parecchio" dalla propaganda interventista, con riferimento all'affermazione contenuta in una sua lettera a Camillo Peano del 24 gennaio 1915 in cui aveva scritto: "Potrebbe essere, e non apparirebbe improbabile, che nelle attuali condizioni dell'Europa parecchio possa ottenersi senza una guerra; ma su di ciò chi non è al governo non ha elementi per un giudizio completo". La clamorosa pubblicazione della lettera sulla Tribuna il 1º febbraio ebbe effetti disastrosi per il campo interventista, sebbene per tutta la durata della guerra Giolitti non abbia mai spiegato la sua preferenza per il "parecchio". Solo a cose fatte, in un discorso elettorale del 12 ottobre 1919, egli illustrò le ragioni del neutralismo: deliberato proposito austriaco di provocare una guerra europea, e impossibilità dell'Italia di entrare in conflitto con l'Inghilterra. Ma nelle sue Memorie preferì sopprimere la parola "parecchio", diventata proverbiale e infamante, sostituendola con "molto" - così: "Credo molto, nelle attuali condizioni dell'Europa, possa ottenersi senza la guerra".
Dopo i disgraziati avvenimenti che avevano caratterizzato l'ultimo governo Crispi e quello di Pelloux, Giolitti era convinto che, se lo stato liberale avesse voluto sopravvivere, doveva tener conto delle nuove classi emergenti. Nelle "Memorie della mia vita" 
egli si pone sulla stessa via del suo grande predecessore Cavour e quasi ne ripete le espressioni. Come Cavour sosteneva, seguendo il modello liberale inglese, che bisognasse realizzare tempestive riforme per prevenire le agitazioni socialiste («L'umanità è diretta verso due scopi, l'uno politico, l'altro economico. Nell'ordine politico essa tende a modificare le proprie istituzioni in modo da chiamare un sempre maggior numero di cittadini alla partecipazione al potere politico. Nell'ordine economico essa mira evidentemente al miglioramento delle classi inferiori, ed a un miglior riparto dei prodotti della terra e dei capitali») allo stesso modo sembrava dire Giolitti: «Io consideravo che, dopo il fallimento della politica reazionaria, noi ci trovavamo all'inizio di un nuovo periodo storico [...] Il moto ascendente delle classi operaie si accelerava sempre più ed era moto invincibile perché comune a tutti i paesi civili e perché poggiava sui principi dell'eguaglianza tra gli uomini [...]. Solo con una [diversa] condotta da parte dei partiti costituzionali verso le classi popolari si sarebbe ottenuto che l'avvento di queste classi, invece di essere come un turbine distruttore, riuscisse ad introdurre nelle istituzioni una nuova forza conservatrice e ad aumentare grandezza e prosperità alla nazione.» (dalle Memorie della mia vita di G. Giolitti).
È innegabile la tendenza, sfondo di tutta la sua attività politica, di spingere il parlamento a occuparsi dei conflitti sociali al fine di comporli tramite opportune leggi. Per Giolitti, infatti, le classi lavoratrici non vanno considerate alla stregua di una pura opposizione allo Stato - come fino ad allora era avvenuto - ma occorre riconoscere loro la legittimazione giuridica ed economica. Compito dello stato quindi è quello di porsi come mediatore neutrale tra le parti, poiché esso rappresenta le minoranze ma soprattutto la moltitudine di quei lavoratori vessati fino alla miseria dalla legislazione fiscale e dello strapotere degli imprenditori nell'industria. Un aspetto della sua attenzione alle classi popolari può essere considerata anche la innovazione della corresponsione di una indennità ai parlamentari che sino ad allora avevano svolto la loro funzione a titolo gratuito. Questo avrebbe consentito, almeno in linea teorica, una maggiore partecipazione dei meno abbienti alla carica di rappresentante del popolo.

## Giudizi
In un articolo su "La Ronda" del luglio 1921, intitolato Esatta descrizione di Montecitorio, Lorenzo Montano così ritrasse Giolitti: 
"Sopra questo sterminato oceano di parole siede, Nettuno canuto e vigile, l'onorevole Giolitti. Non appena lo si vede, e senza saper di politica, si scorge subito il perché del suo lungo dominio. Egli appare già nel fisico d'una struttura assai più compatta che quella dei suoi colleghi, d'una grana per così dire più fitta e densa; e mentre nella persona degli altri si osserva una universale leggerezza, morbidezza ed elasticità di tessuti, il carattere più evidente della sua è la solidità. La carnagione rosea, lucida, quasi brillante non fa pensare a muscoli e tegumenti, ma piuttosto lo si direbbe costruito con un legno duro e pesante, inverniciato da poco. I tratti più salienti della fisionomia sono un naso potentemente arcuato, risoluto e feroce, e gli occhi lucentissimi, però immobili e senza espressione alcuna. (...) È difficile descrivere l'impressione esilarante e addirittura farsesca che fanno le sue prime parole su chi non l'abbia mai udito. Una voce un po' gutturale, lo spiccatissimo accento piemontese, il suo gestire inelegante e ponderoso, richiamano irresistibili un notaro di campagna, di quelli da vecchia commedia; né sono meno incongrue e notarili le sue dichiarazioni. Dinanzi a gente che per ore si è sgolata nelle più apocalittiche denunciazioni di patria e di pericolo, fallimenti, guerre civili, catastrofi, disastri e subissi, egli riesce a discorrere di non so che regolamento. Alle metafore risponde con i paragrafi, alle invettive coi capiversi, e disperde la fiumana della più impetuosa eloquenza nelle aride sabbie della procedura. A chi gli avrà detto che il carro dello Stato danza sopra un vulcano, egli troverà il coraggio di rispondere che le eruzioni saranno discusse col bilancio dei Lavori Pubblici. (...) Del resto nessun eloquio, per soave e fiero che sia, vale a scuoterlo; sordo come un vero funzionario, questo terribile uomo di legno da quarant'anni ascolta tutti e non dà retta a nessuno".

## Cariche politiche
- Presidente del Consiglio
  - 15 maggio 1892 / 27 settembre 1892
  - 23 novembre 1892 / 15 dicembre 1893
  - 3 novembre 1903 / 18 ottobre 1904
  - 30 novembre 1904 / 12 marzo 1905
  - 29 maggio 1906 / 8 febbraio 1909
  - 24 marzo 1909 / 11 dicembre 1909
  - 30 marzo 1911 / 29 settembre 1913
  - 27 novembre 1913 / 21 marzo 1914
  - 15 giugno 1920 / 7 aprile 1921
  - 11 giugno 1921 / 4 luglio 1921
- Ministro dell'interno
  - 15 maggio 1892 / 15 dicembre 1893
  - 15 febbraio 1901 / 21 giugno 1903
  - 3 novembre 1903 / 12 marzo 1905
  - 29 maggio 1906 / 11 dicembre 1909
  - 30 marzo 1911 / 21 marzo 1914
  - 15 giugno 1920 / 4 luglio 1921
- Ministro delle finanze (Tesoro)
  - 9 marzo 1889 / 10 dicembre 1890

## Riconoscimenti
Il comune di Torino gli intitolò una via nel Quadrilatero Romano.

## Opere
- Giovanni Giolitti "Memorie della mia vita / Giovanni Giolitti" con uno studio di Olindo Malagodi. - Milano: F.lli Treves, 1922. - 2 v. (627 p. compl.)
- Giovanni Giolitti "Memorie della mia vita " a cura di Antonella Carenzi, Milano, M&B Publishing